# Takashi Sekizuka
Takashi Sekizuka (関塚 隆 Sekizuka Takashi?,  nacido el 26 de octubre de 1960 en Chiba) es un exfutbolista japonés que se desempeñaba como delantero.

## Trayectoria

### Clubes
| Club     | País  | Año         |
| -------- | ----- | ----------- |
| Honda FC | Japón | 1984 - 1991 |